# ماريا كلارا

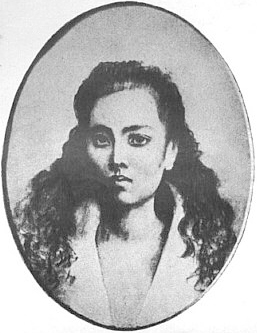
A رسم بالقلم للتلوين للفنان ليونور ريفيرا، الأساس لشخصية «ماريا كلارا» في رواية خوسيه ريزال نولي مي تانجيري.

ماريا كلارا، واسمها الكامل هو ماريا كلارا دي لوس سانتوس، هي بطلة مستيزو في رواية Noli me tangere ‏، وهي رواية للكاتب خوسيه ريزال، البطل القومي للفلبين. اسمها وشخصيتها أصبحا منذ ذلك الحين كلمة متداولة في الثقافة الفلبينية للمثل الأنثوي التقليدي.